# Kahramaa
Kahramaa (Qatar General Electricity & Water Corporation) est la société nationale  d'électricité, unique producteur d'énergie électrique et responsable de l'approvisionnement de l'eau du Qatar.

## Introduction
Kahramaa (Qatar General Electricity & Water Corporation) a été etabli en juillet 2000 en suivant le Decret numéro 10 de l’Emir Cheikh Hamad ben Khalifa Al Thani, afin de régler et maintenir l’approvisionnement d’Electricité et de l’Eau au Qatar.  Depuis la fondation, Kahramaa a opéré comme une corporation indépendante sur base commercial avec un capital totale de quatre milliards de Riyal qatari.

## Juridictions du Conseil d'administration
Le Conseil d'administration de Kahramaa est accordé des pouvoirs étendus pour atteindre les objectifs de la Société, c’est-à-dire  principalement le réglage, la mise en œuvre et le suivi des politiques générales, des plans, des programmes et projets. Les principales responsabilités du conseil d'administration sont l'approbation de la structure organisationnelle de la société, l'approbation des règles financières, techniques et administratives internes (y compris les règlements pour les employés) ainsi que l'approbation des plans d'investissement, ses budgets annuels et la clôture de l'exercice; enfin il approuve les prêts avec le Gouvernement et les autres parties, outre l'examen de la performance opérationnelle et stratégique

## Ressources Financières
Les principales ressources financières de Kahramaa sont les fonds annuels alloués à partir de l'État (gouvernement), les frais de services et des revenus, le retour de ses investissements en capital sur ses assets ainsi que la valeur de ses actions et de prêts étendu à des autres 

## Secteur de l’Electricité
Le réseau de transport d'électricité se compose d'environ 100 sous-stations primaires à Haute tension avec un total de 660 km de lignes aériennes supportées par 600 km de câbles souterrains à travers le Pays. Le réseau électrique est couplé avec 6 500 sous-stations à basse et moyenne tension (11 kV) et plus de 4 500 km de lignes de câbles.
Le National Control Center (NCC), qui contient l'état d’art de techniques de pointe, gère toutes les demandes du réseau et l'acquisition de données à partir de centrales de production et sous-stations primaires.

### Demande de l'énergie électrique
La demande de l'énergie électrique au Qatar a augmenté au cours des cinquante dernières années; la charge maximale sur le réseau au cours de la période de 1988 à 2003 est augmenté de 941 Mégawatts à 2 312 Mégawatts (MW). Il a atteint 3 230 MW en 2006 et devrait être augmentée à 8 400 MW en 2011.

## Secteur de l’Eau
Le réseau pour la distribution de l'eau au Qatar a été élargi notablement ces dernières années. La croissance des zones urbaines, de l'industrie et de l'agriculture a conduit à l'augmentation de la longueur du réseau de distribution de l'eau à 3 622 km et l'expansion du nombre des réservoirs de stockage à 23 avec une capacité totale de 259 millions de gallons d'eau par jour en 2009.

### Demande d’eau
Les données statistiques dans le secteur de l'eau montrent une croissance remarquable dans les capacités de stockage de l'eau. Pour donner les chiffres comparatives de cette tendance, une telle augmentation s'est élevée à 259 millions de gallons en 2009 par an, en comparaison à moins de 200 millions de gallons par an en 1988

### Qualité de l’eau
Pour assurer de l’eau potable propre et sûre selon des normes élevées de qualité, l'eau est soumise à jour aléatoires à des tests bactériologiques et de laboratoire menés par Kahramaa. Les échantillons sont prélevés et testés à partir des réservoirs de stockage et long les réseaux de distribution jusqu’aux réservoirs de stockage des clients. 

## Voir Aussi

### Liens Externes
- Site Officiel

## Source
« Kahramaa Official Website About Us Page »(Archive.org • Wikiwix • Archive.is • Google • Que faire ?)